# Neobrachelia grandis
Neobrachelia grandis là một loài ruồi trong họ Tachinidae.